# Penny Mordaunt
Penny Mordaunt   (Torquay, 4 de març de 1973) nascuda Penelope Marie Mordaunt, és una política britànica, membre del Partit Conservador, diputada per la circumscripció de Portsmouth Nord des de 2010.

## Biografia
D'ascendència noble, filla de John Mordaunt (antic paracaigudista), deu el seu nom al vaixell militar Penelope. Com els seus dos germans, James i Edward, descendeix de Philip Snowden, el primer canceller d'Hisenda del Partit Laborista.; també, és cosina de Lady Angela Lansbury a través de la seva àvia. Entre els seus avantpassats també hi ha els baronets Mordaunt i els comtes de Peterborough.
Va estudiar a l'Oaklands Catholic School de Waterlooville (Hampshire), després a la Victoryland Theatre School, abans de continuar els seus estudis de filosofia a la Universitat de Reading (obtenint un BA).
La seva mare va morir de càncer de mama quan ella només tenia 15 anys. Després d'haver deixat l'escola el seu germà bessó, Penny es va fer càrrec del seu germà petit Edward. L'any següent, el seu pare també va patir un càncer, del qual es va recuperar. Aleshores, per pagar els seus estudis, Penny Mordaunt es converteix en assistent del mag Ayling, president del Magic Circle, una organització de màgia anglesa.
Posteriorment va treballar en el sector de les comunicacions, sobretot com a directora de comunicació del Consell de Kensington i Chelsea. Ella atribueix el seu interès per la política a les seves experiències en hospitals i orfenats a Romania durant el seu any sabàtic, després de la revolució romanesa de 1989.
Aleshores, l'única dona parlamentària de la RNR, va ser nomenada subsecretària d'estat parlamentària al Ministeri de Comunitats i Govern Local el juliol de 2014. El maig de 2015, el primer ministre David Cameron nomena el seu ministre d'Estat de les Forces Armades, dins del Ministeri de Defensa; és la primera dona que ocupa aquest càrrec. El juliol de 2016, la nova primera ministra Theresa May la nomena ministra d'Estat al Departament de Treball i Pensions. Va ser nomenada secretària d'Estat per al Desenvolupament Internacional el novembre de 2017, arran de la renúncia de Priti Patel, càrrec que deixa l'11 de maig de 2019. Finalment, esdevé secretària d'Estat de Defensa i ministra de la Dona i la Igualtat, fins al 24 de juliol de 2019.

## Inici de carrera
Després de graduar-se, Penny Mordaunt va començar una carrera a la indústria de les comunicacions. Va ser directora de comunicacions de Kensington and Chelsea, una empresa de consultoria i de l'Associació de Transport de Mercaderies. També és directora d'un fons comunitari que, després d'una fusió, es converteix en Big Lottery Fund. L'any 2006, va ser directora de l'associació “Diabetes United Kingdom”.
Penny Mordaunt també ha treballat amb diverses personalitats polítiques. Durant el mandat del primer ministre John Major, va dirigir l'ala juvenil del Partit Conservador i va gestionar les comunicacions durant dos anys, quan William Hague era el líder del partit. L'any 2000, va dirigir l'equip de periodistes de premsa estrangera després de la campanya presidencial nord-americana de George W. Bush;també va treballar a la campanya de Bush el 2004. Després de les eleccions britàniques de 2005, va dirigir l'equip de campanya de David Willetts per al lideratge del Partit Conservador, després de la qual cosa va ser derrotada.
El 2018, quan va parlar davant la Cambra dels Comuns, es va convertir en la primera membre del gabinet governamental que va utilitzar la llengua de signes.

## Carrera parlamentària
El novembre de 2003, Penny Mordaunt va ser seleccionada com a candidata del Partit Conservador per a la circumscripció de Portsmouth North per a les eleccions generals de 2005. Va perdre davant la candidata laborista Sarah McCarthy-Fry, per 1.139 vots. Va tornar a ser presentada pel Partit Conservador el gener de 2006 presentar-se a la mateixa circumscripció per a les eleccions generals de 2010. Penny Mordaunt va guanyar l'escó amb una majoria de 7289 vots.
El 2014, es va convertir en la segona dona, sota el regnat d'Isabel II (la primera va ser Priscilla Buchan el 1957) a respondre al Discurs del Tron.

## El referèndum del Brexit
Va fer campanya pel Brexit. En una entrevista concedida a la BBC el 16maig 2016 durant la campanya del referèndum d'adhesió a la UE, Penny Mordaunt va negar que el Regne Unit tingués un veto sobre l'adhesió de Turquia a la UE, malgrat que l'article 49 del Tractat de la Unió Europea exigia la unanimitat dels 28 membres del Consell Europeu per permetre l'adhesió d'un estat candidat, creant així un dret de veto per part d'un membre en desacord. El primer ministre David Cameron va dir que la seva opinió era "completament equivocada" i Guy Verhofstadt va qualificar la seva declaració de "menyspreable".

## Altres activitats
Penny Mordaunt és reservista de la Royal Navy, com a segon tinent a l’HMS King Alfred a les illes Whale.
És membre de la Royal Society of Arts, membre de la British Astronomical Association i participa en moltes organitzacions benèfiques actives a la zona de Portsmouth. També és patrona de l'Associació de la Creu de Victòria i ambaixadora dels escoltes de Portsmouth.
El 2014, va aparèixer al programa de televisió de realitat Splash!. Va donar els seus guanys a organitzacions benèfiques.
Penny Mordaunt viu amb la seva parella, Ian Lyon, un cantant clàssic i executiu de negocis, elegit a l'Ajuntament de Portsmouth.